# Hangenham
Hangenham ist ein Ortsteil von Marzling im oberbayerischen Landkreis Freising in Bayern.

## Lage
Das Kirchdorf Hangenham liegt direkt an der Hangkante oberhalb der Moosach und Isar. Nachbarorte sind Rudlfing und Schmidhausen. 

## Geschichte
Der Ort wird als Hanguuanc erstmals in einer Urkunde aus dem Jahr 779 genannt. In der Ortsmitte steht die Filialkirche St. Philippus und Jakobus. Diese stammt aus dem 13. Jahrhundert und ist damit eine der ältesten Kirchen im Landkreis Freising. 
Nach dem Gemeindeedikt war Hangenham Teil der Gemeinde Rudlfing, die am 1. Januar 1972 größtenteils nach Marzling eingegliedert wurde.